# ピッロ・リゴーリオ
ピッロ・リゴーリオ（Pirro Ligorio、1510年頃 - 1583年10月30日）は、ルネサンス期イタリアの建築家・造園家。ハドリアヌス帝の別荘（ヴィッラ・アドリアーナ）発掘などの実績を持つ好古家としても知られる。
アンドレーア・パッラーディオらと並んで、イタリア貴族の邸宅や別荘を次々設計、イタリア式庭園のスタイルを確立させた。代表作にはティヴォリのエステ家別荘、ボマルツォの怪獣庭園があり、緻密な庭園設計で知られる。1558年から1562年にかけて、バチカンにあるピウス4世のためのカジノ、カルティレ・デル・ベルヴィーレのエクセドラ改修などを手がける。

## その他
- ミケランジェロと建築をめぐってはげしく論争したことで知られる。
- 好古家としてさまざまな古代ローマ建築の図面の復元手法を編み出しているほか、博学なことで知られており、残した膨大な著作はイタリア語やラテン語で残されている。